# 전국 고등학교 야구 선수권 대회에 관한 에피소드
이 문서는 전국 고등학교 야구 선수권 대회에 관한 에피소드에 대한 내용이다.

## 역대 캐치프레이즈
매년 12월부터 1월까지, 대회에서 사용되는 캐치프레이즈를 아사히 신문이 일반 고교생으로부터 공모를 받고 있다. 본 대회 직전부터 방송되는 아사히 신문의 텔레비전·라디오 등에서 사용된다(제75회 이후).
- 1993년(제75회)「없음」
- 1994년(제76회)「우리들의 논픽션」
- 1995년(제77회)「너의 용기를 만나러 간다」
- 1996년(제78회)「역시 야구를 아주 좋아합니다」
- 1997년(제79회)「여름은, 우리들의 꿈의 무대」
- 1998년(제80회)「고시엔에서 만납시다」
- 1999년(제81회)「네가 있는 고시엔을 좋아해」
- 2000년(제82회)「반드시 있는 너만의 고시엔」
- 2001년(제83회)「너와 함께 있는 여름의 고시엔」
- 2002년(제84회)「쭉 만나고 싶은 꿈이었습니다」
- 2003년(제85회)「잊을 수 없는 여름이 된다」
- 2004년(제86회)「여름의 드라마가 움직이기 시작한다」
- 2005년(제87회)「너에게 보여주고 싶은 여름이 있다」
- 2006년(제88회)「여름의 동료에게 고마워요」
- 2007년(제89회)「코시엔을 사랑했다」
- 2008년(제90회)「이 1구에, 들이는 여름」
- 2009년(제91회)「“여름”이라고 하는 이름의 보물」
- 2010년(제92회)「여름의 꿈, 지금 달리기 시작한다」
- 2011년(제93회)「일순간의 여름, 일생의 기억」
- 2012년(제94회)「달려라! 여름의 꼭대기」
- 2013년(제95회)「야구가 우리를 하나로 만든다」
- 2014년(제96회)「반짝 반짝 빛나는 너의 여름」
- 2015년(제97회)「새로운 여름, 플레이 볼」

## 역대「빅터·고시엔 포스터」캠페인 모델
1986년부터 일본 빅터를 스폰서로 한 고시엔의 선전 포스터가 만들어져 있다. 자세한 것은「빅터·고시엔 포스터」캠페인을 참조.

## 지방 대회 관련

### 각 도도부현으로의 지방 대회 개최
지방 예선 대회는 원칙으로서 그 도도부현에 있는 야구장에서 개최가 되고 있지만, 구장의 어려움을 이유로 다른 도도부현에 대회 장소를 옮겨 개최한 사례가 몇 차례 있다.
최근의 예로서는 1991년~1993년경, 오사카부의 대회에서 그 케이스가 있었다. 1990년까지 사용된 오사카 구장이 야구장으로서의 기능을 정지했기 때문에, 그 대체 구장으로서 나라시·홍노 연못 운동 공원 야구장과 니시노미야시·한큐 니시노미야 스타디움의 2개의 장소를 사용했다. 덧붙여 그 후 오사카 부에는 오사카 돔(현 교세라 돔 오사카), 마이시마 베이스볼 스타디움, 난코 주오 공원 야구장, 도요나카 로즈 구장 등이 건설된 것으로 현재는 월초 개최는 하지 않았다. 또 홍노 연못 구장은 현재 나라현 대회에서 사용되고 있다.
또, 서 도쿄 대회의 결승전이나 개막 경기 등은 동 도쿄 지구에 있는 메이지 진구 구장을 사용하고 있다.

### 효고 현 대회의 고시엔 구장
지방 대회는 전국 대회에 앞서 효고현 대회에 대해 고시엔 구장이 일부 사용되는 케이스도 있다(1975년까지는 결승전도 고시엔에서 행해지고 있었지만, 현재는 효고 현립 아카시 공원 제1 야구장이 결승전의 경기장). 따라서 일부의 효고 현의 고등학교는 한 발 앞서 고시엔의 흙을 밟을 수 있게 된다.
- 덧붙여 전국 대회와는 달라 회장의 외야 펜스를 대회명이 쓰여진 시트로 가리는 것 등은 하지 않고, 프로 야구(한신 타이거스 주최 경기) 등 통상과 같은 그라운드 형태로 시합을 실시한다. 또한 고시엔에서 경기를 하는 고등학교에 대해서는 스코어보드를 가방에 넣거나 기념사진 촬영을 할 수 있게 되어 있다.
- 그렇지만 본 대회에는 불과 1개의 학교 밖에 출전할 수 없기 때문에 가깝고 먼 고시엔(近くて遠い甲子園) 이라고 말한다.

### 지방 대회와 돔 구장
지방 대회에서는 근년, 개회식과 개막전의 일부 경기를 돔 구장에서 실시하는 사례가 여러 번 있다.
- 오사카부대회 개회식과 개막전 2경기를 교세라 돔 오사카에서 개최(1998년 즈음부터 매년)
- 후쿠오카현 대회를 야후 돔에서 개회식을 개최(2007년은 개회식 후에 개막 경기으로서 2시합 실시)
- 아이치현 대회 일부의 시합을 나고야 돔에서 개최(2005년은 준결승·결승, 2006년은 결승만, 2007년은 5차전 중 4경기와 준준결승 4경기)

### 몰수 경기
과거에 수차례가 있었다. 방폐 경기(일본 고교 야구)참조.

### 122득점
보기 드물게 지방 대회에서는 1팀이 30점 이상이나 대량 득점을 하는 경기가 있다. 그 중에서도 반드시 보아야 할 것은 1998년의 아오모리 대회 2차전, 도오기주쿠 고등학교 대 아오모리 현립 기즈쿠리 후카우라 고등학교(아오모리현영 야구장)의 일전이다.
| 팀                    | 1  | 2  | 3  | 4  | 5  | 6  | 7  | 8 | 9 | R   | H  | E |
| 도오기주쿠            | 39 | 10 | 11 | 17 | 16 | 12 | 17 | - | - | 122 | 86 | - |
| 후카우라              | 0  | 0  | 0  | 0  | 0  | 0  | 0  | - | - | 0   | 0  | - |
| 승리 투수: 패전 투수: |    |    |    |    |    |    |    |   |   |     |    |   |

이 경기에서 도오기주쿠는 1회에 이미 39점의 득점을 올렸고, 2회 이후도 매회 10득점 이상을 획득, 여름의 대회에서는 지방 대회, 전국 대회를 통하고 처음으로 100점의 대를 웃도는 122-0의 압승을 했다. 당시의 도오기주쿠의 성적은 타자 149명, 안타 86개(중 2루타 31개, 3루타 21개, 홈런 7개), 사사구 36개, 도루 78개, 삼진 1개이었다. 4번 타자의 진전은 사이클링 히트를 2회 기록했다. 반대로 후카우라는 타자 25명이 노히트(삼진 16개)였다.
후카우라 라인은 정식적 야구 부원이 10명 밖에 있지 않고, 게다가 그 반수는 야구 경험이 전혀 없었다. 이 경기는 아오모리 아사히 방송에서 생중계되고 있었지만, 방송 예정 시간 내로는 경기 종료까지 중계하지 못해서 경기 도중의 2회 49점차로 방송은 종료했다.
현재 5회 종료시에 10점차 이상 붙으면 콜드 게임으로 종료하지만, 당시의 아오모리 대회의 규정으로는 7회까지 실시하게 되어 있었다. 후카우라의 감독이 「여기서 경기를 그만둔다(몰수 경기)라고 하는 선택사항도 있지만」이라고 선수에게 물으면 “여기서 경기를 그만두는 것은, 응원을 받고 있으니까 주눅이 들어버린다” 라고 하는 것으로 끝까지 싸워내는 것을 결단, 결국 7회까지 경기를 진행 했다. 또, 도오기주쿠도 “대충 하는 것은 상대의 예에 어긋나는 일” 이라고 공격을 느슨하게 하지 않고 진행했다.
이 경기에 대해서는 후에 가와이 류스케가 ‘0대 122!! 후카우라 고교 야구부’라고 제목을 붙인 르포르타주 책으로 정리했다(후에 가필되어 ‘122대 0의 청춘 후카우라 고교 야구부 이야기’ 로서 문고화되었다).
이 경기를 교훈으로 고교 야구 연맹은 지방 대회의 콜드 게임의 기준을 2000년도부터 통일하여 5회 이후에 10점차 이상, 7회 이후에 7점차 이상이 차가 났을 경우는 콜드로 하도록 통지했다. 덧붙여서, 후카우라 고등학교는 2004년의 아오모리 대회에서, 마쓰카제 학원 고등학교에 13-6(아오모리 시영 야구장)으로 7회 콜드로 대회 첫 승리를 거두었지만, 동년 7월 21일에 2007년도부터 아오모리 현립 기즈쿠리 고등학교의 분교화가 결정되었다(현재는「기즈쿠리 고교 후카우라 교사」로서 출장해 있다).

### 대표 결정전의 무승부 재경기
2004년도의 오사카부 대표 결정전(오사카부 대회 결승), PL가쿠엔 대 오사카 도인의 대전은 대열전의 연장 15회의 대회 규정으로 4대 4의 무승부로 끝나, 다음날 재경기가 열렸다. 이 시합에서는 PL가쿠엔이 초반에 대량 득점을 빼앗아 13대 7로 압승. 2일의 열전을 제압해 고시엔 출장의 표를 손에 넣었다. 덧붙여 이 시합은 후지이데라 구장에 있어서의 고교 야구 마지막 경기이기도 했다.
2006년 미야기현 대회에서는 거듭되는 비에 의해 예정이 크게 지연되었다. 게다가 7월 28일로 예정하고 있던 결승전까지 비로 중지, 원래 29일과 30일은 풀캐스트 스타디움 미야기에서 라쿠텐전이 예정되어 있던 적도 있어 7월 31일로 연기되었다. 그리고 행해진 결승전 도호쿠 고등학교 대 센다이 육영 고등학교는 투수전의 연장 15회 0대 0의 무승부에 끝나 지구 대회가 8월까지도 따르는 사태가 되었다. 다음 날 8월 1일의 경기에서는 센다이 육영이 전날에 계속해서 등판한 2학년 에이스 사토 요시노리(현 도쿄 야쿠르트 스왈로스)의 역투에 타선도 힘을 받아 결국 센다이 육영이 승리했다.

### 삼진으로 3점 득점
2007년 7월 28일, 가나가와현 요코하마시 나카구의 요코하마 스타디움에서 열린 가나가와 대회 준결승의 도카이 대학 부속 사가미 고등학교 대 요코하마 고등학교의 일전에서, 4회에 사가미의 타자인 간노 노리유키(현 도카이 대학)의 타석에서 일어났다. 이 회에 3점을 선취 득점해 2아웃에 1, 3루인 장면에서 2스트라이크 후에 원 바운드의 볼을 헛손질 했다. 쓰리 스트라이크가 선언되었지만, 이것을「삼진으로 아웃·쓰리 아웃 체인지」라고 착각을 한 요코하마의 선수들은 전원 그대로 벤치로 들어갔다. 기록은 삼진이지만, 이때의 투구는 원 바운드였고, 사가미의 타자인 간노의 낫아웃이 성립했다. 요코하마의 포수가 간노에게 터치를 하지 않고 게다가 볼을 1루에도 송구하지 않았기 때문에 사가미의 주자 2명과 낫아웃으로 인해 아웃으로 판정되지 않은 타자인 간노 자신도 아무도 없는 다이아몬드를 돌아 3점을 추가했다. 요코하마의 와타나베 모토노리 감독이 항의했지만 결국 인정되었다. 결국 요코하마는 이 3점이 계기가 되어, 스코어는 6대 4의 2점차로 사가미가 승리했다. 덧붙여서 간노 노리유키는 요미우리 자이언츠의 감독인 하라 다쓰노리의 조카이다.

### 여러 번의 시합
2003년의 후쿠이 대회 1차전에서는 후쿠이 현립 오노히가시 고등학교와 쓰루가케히 고등학교의 경기가 연장 15회에 규정에 의해 5대 5로 무승부가 되었다. 다음 날의 재경기에서도 연장 15회에 규정에 의해 3대 3으로 무승부가 되어, 우천 순차 연기를 끼운 다음, 다음 날의 여러 번 경기로 결국 쓰루가케히가 6대 1로 오노히가시에 승리했다. 총 이닝 수 39회, 경기 시간은 8시간 42분에 이르렀다. 이것은 전후 유일한 여러 번의 경기였다.
1941년에는 대만 예선의 요시노리 농림과 타이페이 공고도 여러 번 시합이 기록되었다. 0대 0인 채 8회에 우천 무승부가 되어, 다음날도 0대 0인 채 7회 우천 무승부가 되었다. 그 다음날에는 연장 25회에 요시노리 농림이 타이페이 공고를 2대 1로 물리쳤다. 총 이닝 수는 40회에 이른다..

### 9회말 2아웃에서 9점차를 뒤집는다
지방 대회에서는 9회말 2아웃부터 대역전극이 전개되는 일도 있다. 예를 들면, 1985년 7월 25일의 제67회 전국 고등학교 야구 선수권 대회 사이타마 대회 예선 5차전의 조사이 대학 부속 가와고에 고등학교와 슈메이 고등학교의 경기에 대해 최종회에 조사이 가와고에가 7대 1로 리드하고 하는 상황으로 슈메이가 2사로부터 에러와 볼넷을 사이에 두어 7연타로 7점을 빼앗아 역전 끝내기를 한 것이 있었다.
이러한 역전극 중에서도 짚고 넘어가야 할 것은 2002년 7월 20일의 제84회 전국 고등학교 야구 선수권 대회 예선 2차전인 오이타 현립 오가타 공업고등학교와 오이타 현립 나카쓰키타 고등학교의 경기이다. 이 경기는 기후가 좋지 않은 상황으로 이루어져 9회에 악천후로 인하여 투수의 제구가 혼란으로 오가타 공고는 7점을 추가해 14대 5가 되는 등 쐐기의 점수를 뽑았다고 생각되었다. 그런데 이 상황은 상대 투수에 있어서도 동일하게 9점차로 맞이한 9회 2사 만루로부터 시기적절로 우선 2점, 5연속 볼넷으로 밀어내기로 4점, 유격수의 실책으로 1점, 그리고 3점 시기적절로 합계 10점을 빼앗아 결국 14대 15로 패하는 등 전대미문의 결과가 나오기도 했다.

### 관중 난입에 의한 중단
2008년 7월 20일의 제90회 전국 고등학교 야구 선수권 대회 오카야마 대회 예선 준준결승의 간사이 고등학교와 오카야마 현 사쿠요 고등학교의 경기에서 경기 도중에 관중이 마운드에 난입하여 경기가 12분간 중단되는 사태가 있었다.
간사이 고등학교가 사쿠요 고등학교에게 7대 9로 2점차로 뒤지고 있었을 때에 일어나 공격 중이었던 간사이 고등학교 측의 벤치에서 폭언 등으로 위협했다. 현 고교 야구 연맹 관계자가 벤치 앞에서 남자들을 둘러쌌기 때문에 감독이나 선수에게 영향을 미치지 않았다. 성난 관중의 야유에 격분해 스탠드에 올라갔다가 통보를 받은 구라시키 경찰서의 직원들에게 붙잡혔다.

### 끝내기 홈 스틸
2012년(제94회 대회) 7월 12일에 열린 도쿄도 대회 예선 1회전의 니혼대학 후지사와 고등학교와 부소 고등학교의 경기에서 2대 2로 맞선 9회말 1사 만루에서 벌어졌다. 니혼대학 후지사와의 타자는 2스트라이크 2볼의 상태에서 3루에 플라이볼을 쳤다. 3루심은 인필드 플라이를 선언하고 내야수가 이를 포구했다. 이 직후 부소의 투수와 내야수는 3루 주자의 모습을 확인하지 않고 마운드에 모였다. 이를 본 3루 주자는 3루에 리터치를 실시한 후 홈으로 달렸다. 구심은 3루 주자의 홈 도달에 세이브 제스처를 취했다. 이후 플레이 확인을 위해 심판진들이 모였다. 부소의 감독과 선수들은 양손을 'T' 모양으로 만들어 플레이 재개가 되지 않았다고 맹렬히 항의했으나 인정되지 않았고 결국 니혼대학 후지사와가 끝내기로 승리했다. 기록은 3루 주자의 도루(홈 스틸)로 기록되었다.
심판은 선수에게서 타임 요청이 있을 경우에도 플레이 상황을 확인하고 플레이 진행 중인 경우는 '타임'을 선고해서는 안 된다. 볼 데드가 되었을 때는 심판원이 '타임'을 선고했을 때이고 공격·수비의 구분없이 선수가 타임을 요구 한 시점에서 플레이 중단(볼 데드)이 되는 것은 아니다(공인 야구 규칙 5.10). 본 건은 타임 요청을 한 것으로, 타임이 요청된 것으로 수비측이 착각한 것에 의해 일어난 플레이였다.

### 결승전의 본헤드 플레이
1956년(제 38회 대회) 7월 31일 북간토 대회 고교 야구 결승전이었던 아시카가 공업고등학교 대 후지오카 고등학교의 경기에서 후지오카는 본헤드 플레이로 인해 본래대로라면 끝내기 승리에 의한 우승을 놓쳐 고시엔의 문턱에서 좌절한 사례가 있다. 1대 1인 채로 연장전에 돌입해 연장 15회 말, 2사 만루에서 후지오카에 끝내기의 기회가 돌아왔다. 그리고 7번 타자가 쳐낸 1루 땅볼 타구를 1루수가 더듬어 3루 주자는 물론 타자 주자도 1루에서 세이프 판정을 받아 끝내기로 경기가 끝났다고 생각되었다. 하지만 1루 주자가 2루로 진루하지 않고 사이에 멈춰서(당연히 1루 주자는 2루에 진루해야 할 의무가 있으나 염원의 우승에 넋을 잃었는지) "이겼다 이겼다"며 손뼉을 치며 기뻐했다. 그리고 다른 팀원들과 원을 지어 기뻐하며 경기 후의 인사를 위해 정렬하려고까지 했다. 끝내기로 패배한 것으로 현혹되었던 아시카가 공업에서 2루수 단 한 명 만이 이를 눈치채 재빠르게 1루에서 공을 받아 2루를 밟았고 포스 아웃 판정이 내려졌다. 규칙 상 끝내기의 점수는 무효가 되었고, 쓰리 아웃 체인지로 공수가 교대되며 연장전은 재개되었다. 결국 모처럼의 고시엔 출장 기회를 잡았던 후지오카는 그대로 연장 21회 초 아시카가 공업이 1점을 얻으며 1대 2로 패배했다. 후지오카의 에이스였던 이시이 투수는 연장 21회를 혼자서 던지는 분투에도 불구하고 허무하게 통한의 눈물을 삼켜야 했다. 당시의 북간토 대회는 군마 현, 도치기 현, 이바라키 현으로 이루어진 세 현의 종합 대회로 통과가 어려웠던 좁은 관문이었다. 이후 후지오카는 봄과 여름의 고시엔 대회를 통틀어 한 번도 출전하지 못했으며(지역 예선 결선 및 대표 결정전 진출도 이 당시가 유일) 2007년 통폐합으로 인하여 학교가 사라지고 말았다. 미국 메이저 리그에서도 1908년 내셔널 리그 페넌트 레이스에서 자이언츠의 마클이 컵스 전에서 비슷한 실수를 했던 '마클 사건'은 유명하다.

## 전국 대회 관련

### 고시엔 구장 이외에서의 개최
1915년과 1916년은 도요나카 구장에서, 1917년부터 1923년까지는 나루오 구장에서 개최되었다.
1924년에 고시엔 구장이 완공되면서 이후는 고시엔 구장에서 개최했다. 그러나 그 이후에도 전국 고등학교 야구 대회는 고시엔 구장 이외에서 몇 번 개최되고 있다. 1946년은 한큐 니시노미야 구장에서 개최되었다. 고시엔 구장이 미군의 점령 하에 있어서 이용할 수 없었기 때문에 대체 구장을 사용했다. 1958년의 40회 대회와 1963년의 45회 대회는 전국 각 도도부현과 오키나와의 대표를 포함한 47개 대표가 참가하는 기념 대회이며, 경기 소화를 위해서 고시엔 구장과 한큐 니시노미야 구장의 동시 개최가 되었다. 이것은 고시엔에서의 경기 일정을 다 소화 할 수가 없기 때문에 이를 고려했으며, 1차전에서 3차전까지의 경기를 고시엔 구장에서의 경기와 한큐 니시노미야 구장에서의 경기로 반반씩으로 나누었고 준준결승 이후는 고시엔 구장에서의 경기로 치러졌다.
덧붙여서 봄의 대회는 제1회의 1924년에 야고토(야마모토) 구장에서 열린 이외에 전부 고시엔을 대회 장소로 사용하고 있다.

### 우승 상품의 역사
1915년의 제1회부터 우승 학교와 준우승 학교의 선수단에게 메달이 증정되어(전자는 돈·후자는 은) 이후 정착되어 있지만 제1회에서는 부상으로 현물이 지급되고 있었다고 한다. 제1회에서의 출전 학교는 1번 승리할 때마다 만년필이 증정되어 우승 학교와 준우승 학교에는 상금과 사전(전자는 백과사전·후자는 국어 사전과 영일·일영 사전)이 증정되고 있었다고 기록되어 있지만 이에 대해 이상하다는 의견이 나와 제2회부터 메달만 증정되었던 것이다.

### 패자 부활 제도
대회 초기 무렵 패자 부활 제도가 실시되었다. 이것은 제2, 3회 대회의 2회만 행해진 것으로, 1916년의 제2회의 경우 전국 대회에 참가는 12개교, 1차전의 경기수가 6경기, 2차전이 3경기가 되면 다음의 회전은 3개교와 끝수가 생기는 것으로 1차전에서 패배한 6팀 중 성적 상위의 2개 학교를 패자 부활로서 출전시켰다. 대상 학교는 중학 아키요시(후쿠오카)와 돗토리나카(돗토리)가 만났다. 패자 부활된 학교끼리의 경기는 돗토리나카가 승리했지만 돗토리나카는 다음의 경기에서 패배하고 말았다.
1917년의 제3회는 12개의 학교로 열렸지만 이때는 패자 부활의 대상이 4개교가 되었다. 대상교는 아이치 1중(아이치), 묘죠 상고(오사카), 나가사키(나가사키), 와카야마(와카야마)였다. 4학교에 의한 패자 부활전을 하고 그 승자인 2개 학교가 2차전에 진출해 승자 2개 학교에 의한 2차전을 했다. 그런데, 이 패자 부활전을 승리한 아이치 1중은 결승까지 진출해 그대로 우승했다. 이것으로 인해 패자 부활 제도를 실시하는 것에 대해 의문이 느껴졌기 때문에 제3회 대회를 마지막으로 폐지되었다.

### 경기장 내 일주를 거부
결승전의 뒤의 폐회식에서는 우승 학교·준우승 학교의 선수에 의한 장내 일주이다. 이것이 최초로 제안된 것은 1919년의 제5회 대회이다. 첫 우승을 완수한 효고 현립 제1 고베 중학교(현재의 효고 현립 고베 고등학교)의 위업을 칭하고 스탠드를 묻은 관중에게의 서비스로서의 기획이었다. 그러나 고베 제1 중학교 선수들은 "우리는 구경거리가 아니다"라는 이유로 사양하면서 현재의 고베 고등학교는 고베 제1중학교 시대의 해당 대회 이후도 몇 번이나 출전했지만 장내 일주의 기회는 이후에 그다지 풍족하지 못했다.

### 고시엔 구장 근처에 있던「야구내탑」
고시엔 구장의 좌측 스탠드 근처, 현재의 고시엔 경찰서가 있는 곳에 야구내탑(野球乃塔)이라는 것이 있었다. 이것은 1934년에 제20회 개최를 기념해 지어졌다. 원통형의 석조 모뉴먼트로 대좌가 계단이 되어 있어 기둥의 부분에는 역대 우승 학교와 선수단·결승전의 스코어로 심판이 써있어 동쪽으로 석탑을 세울 수 있는 등 꽤 훌륭한 것이었다고 한다.
그러나 중단 중에 나루오 구장이 있던 장소가 제국 육군의 비행장이 되면서 군사상의 방해가 되는 것부터 석탑만이 파괴되었고 스코어 플레이트는 금속 공출이 아니게 되어 남아 있었으나 한신 일대를 덮친 대공습에 의해 남은 대좌·기둥 부분이 파괴되었다. 전후 재건되는 일이 없이 철거되고 말았다.

### 우승기 보관 유지가 7년에 걸친 학교
1941년의 제27회 대회가 전시체제에 의한 교통 제한 실시에 의해 중지가 되어 이후 1946년에 제28회 대회를 할 때까지 5년간, 태평양 전쟁등에 의해 공백의 시대를 맞이하고 있었다. 그러나 이것에 의해서 와카야마 현립 고요 중학교가 6년간이나 우승기를 보관 유지하게 되어 버렸지만, 실은 중지가 된 제27회 대회에 3연패의 기대를 걸 수 있었다. 고요 중학교 1939년의 제25회 대회를 중단해 다음 해인 제26회 대회에 연패, 중지가 된 시점에서 2년간 보관 유지하고 있었다. 그 때문에 우승기의 보관 유지가 7년에도 걸쳤던 것이다.
전후 첫 대회인 제28회의 고요 중학교의 성적이지만, 기화 대회에서 패배하면서 결과 입장 행진은 주장 한 명이 되었다(그 대회의 대표 학교는 와카야마 현립 와카야마 중학교였다).

### 몰수된 고시엔의 흙
1958년 여름의 대회에서 봄과 여름을 통해 처음으로 오키나와(당시는 미국 통치하)에서 오키나와 현립 수리 고등학교가 출전했다. 1회전에서 후쿠이 현립 쓰루가 고등학교(후쿠이현)에 패배했지만, 경기 종료 후에 모아 가지고 돌아간 고시엔의 흙이 검역의 관계로 가지고 돌아가지 못하고, 귀향 후 처분되었다. 그것을 안 일본 항공의 스튜어디스 유시 등이 구장 주변에 있던 해안의 돌을 주워 수리에 기증. 같은 학교 뜰에 지금도 고시엔 첫 출장을 기념한 「우애의 비」라고 하는 모뉴먼트로서 장식되어 있다. 또, 이것이 미디어로 다루어져 오키나와 반환 운동을 가속시키는 일이 일어났다. 덧붙여 나하 항에서는 미국인이 고압적으로 몰수한 것이 아니고, 오키나와의 담당관이 변명을 하며「규칙이므로」라고 몰수했기 때문에 신청하지 않고 흙을 가져가는 학생도 있었다고 한다.

### 결승전의 무승부 재경기

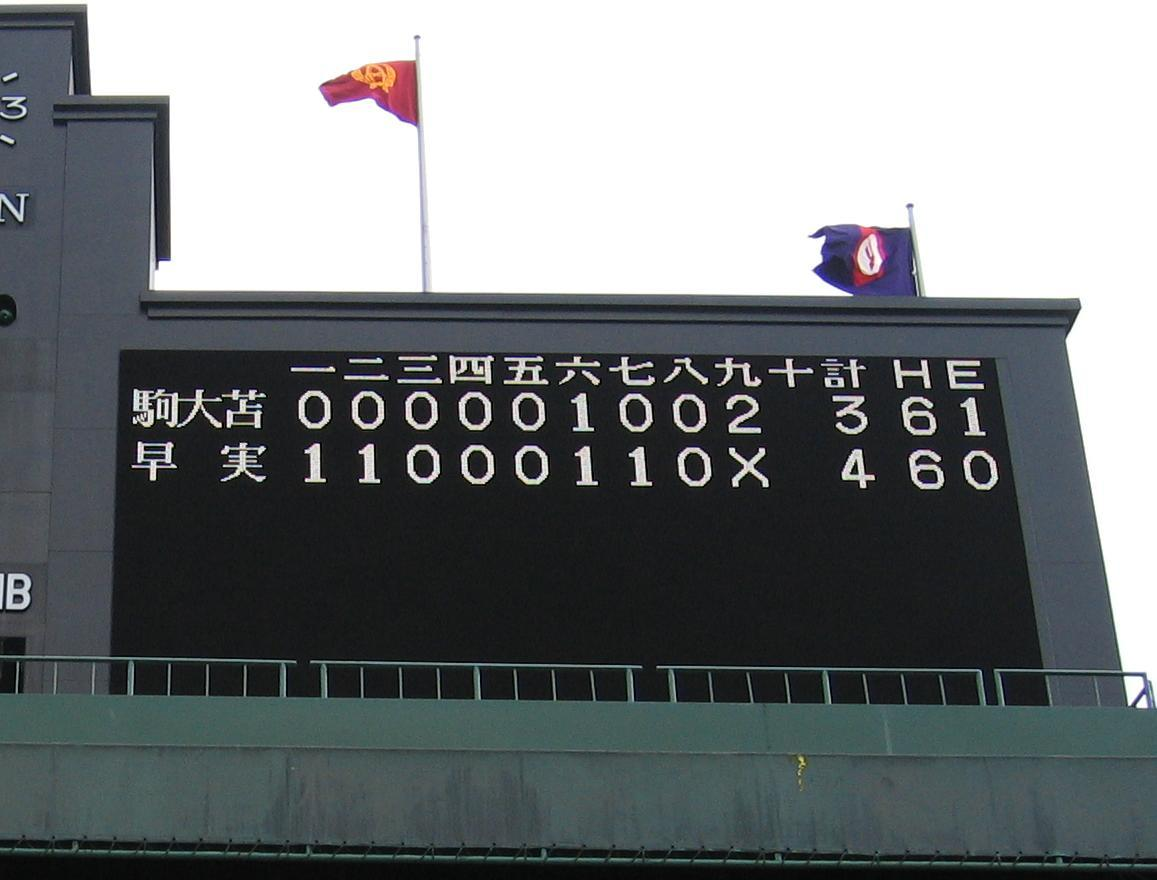
2006년 제88회 대회의 결승전인 와세다 실업고가 여름 대회에서 첫 우승을 결정한 재경기의 기록 전광판 모습

1969년의 제51회 대회인 에히메 현립 마쓰야마 상업 고등학교(에히메)와 아오모리 현립 미사와 고등학교(아오모리)와의 결승전은 동점인 채로 연장 18회에 경기가 종료되었다. 다음날에 결승전에서는 봄과 여름을 통틀어 첫 무승부 재경기를 했다. 이날 재경기로 마쓰야마 상고가 승리하여 우승을 차지했다. 준우승 투수인 미사와의 오타 고지는 4일 연속으로 45이닝을 혼자서 처리했다.
또, 2006년의 제88회 대회인 고마자와 대학 부속 도마코마이 고등학교(남 홋카이도) 대 와세다 실업고등학교(서 도쿄)의 결승전에서도 8회에 양 팀이 각 1점씩을 획득했지만 양군 에이스의 호투로 연장 15회 무승부가 되는 등 37년 만의 2번째 재경기가 펼쳐졌다. 이날 재경기로 와세다 실업고등학교가 승리하여 우승을 했다. 우승 투수인 사이토 유키는 4일 연속으로 42이닝을 혼자서 던진 것이었다.
이 결승전은 아사히 방송 시작에 TV 아사히 끝으로 12:55분 경기 종료까지 완전 생중계 되었지만 우연히도 일요일과 겹쳐졌기 때문에 간토 지구에서는 평균 시청률로 23.8%, 최고 시청률은 30.4%를 기록했다.

### 전국 대회 첫 매회 득점
1985년의 2차전(첫 경기) PL가쿠엔 고등학교 대 도카이 대학 야마가타 고등학교의 경기에서 PL가쿠엔이 봄과 여름을 통해 전국 대회에서는 사상 최초의 매회 득점을 달성해 29대 7의 압승을 달성했다(스코어는 그 항을 참조).

### 동일한 이름을 가진 학교와의 대결
1972년의 1차전 및 1989년의 2차전(첫 경기)에서 나가사키 현 대표로 가이세이 고등학교와 미에 현의 대표인 가이세이 고등학교와의 동일한 이름을 가진 학교와의 대결이 실현되었다(어느 쪽이나 「가이세이」이라고 읽는다). 1972년은 2대 0으로 나가사키 가이세이가, 1989년에는 10대 2로 미에 가이세이가 승리했다. 이 때, 기록 게시판에는 미에 측을 「미에·가이세이」, 나가사키 측을 「나가사키·가이세이」라고 표시되었다.
또, 1957년의 2차전에서는 사이타마 현 대표인 사이타마 현립 오미야 고등학교와 미야자키 현 대표인 미야자키 현립 미야자키 오미야 고등학교가 대전하면서 연장 10회말에 7대 6으로 사이타마의 오미야 고등학교가 승리했다. 또 1983년의 1차전에서 실현된 도카이대 1학교(시즈오카 현·도카이 대학 부속 쇼요 고등학교)와 도카이대 2학교(구마모토·도카이 대학 부속 제2 고등학교)의 경기가 있었다. 우연히도 도카이 대학 부속 고등학교끼리의 대전이 된 이 경기는 13대 1로 도카이대 1학교가 승리했다.

### 4아웃 사건
1982년의 2차전은 마스다 고등학교 대 오비히로 농업고등학교의 경기로 9회초 마스다의 공격 때에 사건이 일어났다(낫 아웃으로 성립한 사례이다). 오비히로 농업고등학교의 투수는 3아웃임을 알고 있었지만, 4명의 심판원 외 각 선수들은 거기에 전혀 알아채지 못하고 3아웃 후에도 다음의 타자를 내보냈지만, 후에 기록원의 지적으로 실수임이 판명되었다. 이것은 당시 기록 게시판의 아웃을 표시하는 카운트 램프가 고장에 의해, 1개 밖에 켜지지 않았던 것이 원인이었다고 한다(YouTube에서 당시의 동영상을 볼 수 있다). 이 4아웃의 기록은 즉시 삭제되었지만, 경기 종료 후 이러한 실수를 저지른 심판을 중요하게 본 고교 야구 연맹은 당시 이 경기를 맡은 4명의 심판 전원을 근신 처분이라는 징계가 내려졌다. 그 외에도 이 사건에 대한 경위가 자세하게 쓰여져 있다.

### 동일 유니폼 대결
2002년(헤이세이 14년) 제84회 대회 3차전에서 와카야마 현 대표인 지벤가쿠엔 와카야마 고등학교와 나라 현 대표인 지벤 가쿠엔이 대전했던 적이 있다. 이 두 학교는 동일 계열의 형제 학교이며, 유니폼의 디자인과 색조도 동일(차이는 왼팔의 교장과 현의 이름)했기 때문에 매우 드문 동일 유니폼 대결(同一ユニフォーム対決)이 되었다. 경기 결과는 7대 3으로, 지벤 와카야마가 승리했다. 이 때, 모자를 와카야마측이 적색으로 전환해 나라 측과 구별할 수 있도록 했다.
도카이 대학 계열의 학교는 모두 같은 디자인의 유니폼이지만 도카이 1대학과 도카이 2대학의 대전에서는 도카이 1대학이 흰색, 도카이 2대학이 파란색 유니폼을 착용했다.

### 계열 학교 대결
2013년(제95회 대회) 2회전(초전)에서 3년 연속 16회 출전의 니혼대학 제3고등학교와 6년만의 16회 출전의 니혼대학 야마가타 고등학교가 대전했다. 니치다이산은 2011년 전국 제패 이후의 승리를, 야마가타는 야마가타 현 대표로 7년만의 초전 돌파를 노린 경기였다. 결과는 7대 1로 야마가타가 니치다이산을 꺾었다. 이후 준준결승까지 도치기 현 대표인 사쿠신가쿠인 고등학교나 고치 현 대표인 메이토쿠기주쿠 고등학교와 같이 우승 경험이 있는 3개 학교를 이기고 야마가타 현 대표의 20승 째와 첫 여름 대회 4강을 기록했다. 준결승에서는 첫 출전에 우승을 거둔 마에바시 이쿠에이 고등학교에 1대 4로 패배하며 결승 진출은 좌절되었다.

### 사상 유일의 연장전 노히트 노런
1957년(제39회 대회) 2회전(1회전은 부전승으로 인해 첫 경기)에서 와세다 실업의 투수 오 사다하루가 네야가와 고등학교를 상대로 연장 11회에 1대 0으로 이겨 완봉뿐 아니라 노히트 노런을 기록했다. 연장전에서의 노히트 노런은 사상 최초의 쾌거로 봄과 여름을 합쳐 2014년까지도 유일한 기록이다. 한편 같은 해 열렸던 선발 대회에서 와세다 실업은 우승을 차지했었는데, 당시 1회전의 상대도 네야가와였으며 점수도 1대 0이었다. 이후 1984년(제66회 대회)에 사카이 고등학교의 투수 아베가 호세이 제1고등학교를 상대로 10회 말 2아웃까지 노히트 노런을 이어나갔으나 끝내기 홈런을 맞고 패배하면서 2번째의 기록을 달성하지 못했다. 선발 대회에서도 2009년(제81회 대회) PL가쿠엔의 투수 나카노가 난요 공업고등학교를 10회 초 1아웃까지 노히트 노런으로 막았으나 첫 안타를 허용한 뒤 내리 2실점하며 패배하고 말았다.
한편 연장전에서의 노히트 노런은 일본 프로 야구에서도 1번 밖에 달성되지 않은 희소 가치가 있는 기록이다. 한신 타이거스의 에나쓰 유타카가 1973년 8월 30일 한신 고시엔 구장에서 주니치 드래곤스를 상대로 세운 기록으로 연장 11회 초까지 노히트 노런으로 막았지만 타선의 지원을 받지 못해 결국 11회 말 에나쓰가 스스로 결승 홈런을 치면서 결국 승리를 가져갔다. 9회까지 무안타로 막아 피로가 쌓이고 이후에도 상대의 의지가 있어 좀처럼 나오기 어려운 기록이다.

### 승률 10할, 우승 확률 100%의 학교
고시엔에 처음 출전해 그 이후에는 출전하지 못한 학교는 많지만 그 중에서도 발군의 성적을 거둔 학교가 있다. 1965년(제47회 대회)에 첫 출전한 후쿠오카 현립 미이케 공업고등학교는 봄과 여름을 통틀어 첫 고시엔 출전이었는데 첫 경기에서 연장 13회에 2대 1로 승리(다카마쓰 상업과 대전)한 것을 계기로 상승세를 타 준준결승에서 연장 10회에 3대 2로 승리했다(호토쿠가쿠엔과 대전). 준결승에서도 1점차로 승리(4대 3, 아키타와 대전), 결승전에서는 뛰어난 실력을 가진 기다루를 앞세운 강력한 우승 후보 조시 상업고등학교를 상대로 2대 0의 완봉으로 첫 출전 첫 우승의 쾌거를 완수했다. 그 후 여름의 선수권 대회나 봄의 선발 대회에 출전하지 못했고 통산 5경기 5승 0패, 승률 10할과 우승 확률 100%로 남았다. 이와 비슷한 예로 여름의 선수권 우승 학교 중 미쓰케 공업고등학교가, 봄의 선발 대회 우승 학교 중에는 이이다오사히메 고등학교, 가이난 고등학교가 있다.

### 비와 결승의 인연
강우 등에 의한 천재지변으로 노 게임이 된 시합이 여름의 대회에서는 9번 일어났다.
2003년(제85회 대회) 1회전, 구라시키 공업 고등학교(오카야마) 대 고마자와 대학 부속 도마코마이 고등학교(남 홋카이도)의 시합에서 도마코마이가 8대 0으로 8점차의 큰 리드를 하고 있을 때, 4회 말 도중 태풍의 접근으로 격렬한 비가 내려 강우 노 게임이 선언되었다. 그리고 다음날의 재경기에서는 전날과 달리 구라시키 공업이 시합을 우위로 진행하면서 결국 5대 2로 도마코마이를 꺾었다. 도마코마이 측에서는 이때를 「8·9의 비극」이라고 부르고 있다.
다음 해인 2004년(제86회 대회)에 고시엔에 돌아온 도마코마이는, 초전의 2회전에서 사세보 실업(나가사키)을 7대 3으로 격파하면서 홋카이도 대표로서 봄과 여름 통산 50번째의 승리를 거두었다. 그 후에도 도마코마이는 니혼대학 제3고등학교, 요코하마 고등학교 등 강호를 연파하고 결승전에서는 2004년 봄의 선발 대회에서 우승한 사이비 고등학교(에히메)를 13대 10의 난타전 끝에 제압하면서, 홋카이도 대표로서 첫 고시엔 우승을 완수했다.
도마코마이가 8점이나 리드한 이유로 강우에 의한 노 게임 이후 재경기 패배가 크게 알려지게 되었지만, 그로부터 10년 전에도 비슷한 경우의 시합이 있었다.
1993년(제75회 대회) 2회전, 가고시마 상공 고등학교(가고시마) 대 호리코시 고등학교(서 도쿄)의 시합에서는 가고시마 상공이 3대 0으로 3점 리드한 8회 초, 갑작스런 호우로 구장 전체가 침수되어 2번의 24분간 중단 후 강우 콜드 게임이 적용되어 가고시마 상공이 호리코시를 이겼다.
계속 되는 3회전에서 가고시마 상공은 조소 학원(이바라키)과 대전했는데 가고시마 상공이 4대 0으로 4점을 리드했으나 4회 초 연이은 비로 이번도 강우 노 게임이 되어 버렸다. 다음 날의 재경기에서는 좀처럼 점수를 내지 못하고 투수전이 되어 7회 초에 1점을 얻은 조소 학원에 1대 0의 근소한 차이로 패배, 가고시마 상공은 불운함을 뒤로 하고 고시엔을 떠났다.
다음 해인 1994년(제76회 대회)에 가고시마 상공은, 학교명을 쇼난으로 변경해 고시엔에 돌아왔다. 전년에 노 게임에 의해 분패를 한 쇼난은 3회전 후타바 고등학교(후쿠시마)와의 시합에서 3대 1로 쇼난의 2점 차 리드에서 맞이한 시합 종료 직전 7회 말 도중 계속 내리는 비로 인해 중단, 또 노 게임이라고 생각했지만 다행히 1시간 10분 후에 시합 재개, 결과는 쇼난이 4대 1로 이겨 다음 단계로 진출하게 되었다.
이 해 결승에서 맞붙은 사가 상업 고등학교(사가)도, 준준결승의 홋카이 고등학교(남 홋카이도)와의 시합 중 5대 0으로 사가 상업이 리드하던 4회 초에, 격렬한 뇌우에 의해 1시간 33분간이나 중단되었지만 6대 3으로 결국 사가 상업이 승리했다.
이 해의 쇼난은 전년의 일이나 후쿠오카와 타무라의 배터리의 평판에 우승 후보라고 평가받고 있었지만 지방 대회부터 제정신이라 할 수 없는 방법으로 이겨 온 사가 상업과의 경기에서 9회 초 사가 상업의 당시 캡틴이었던 니시하라에게 4대 4의 동점 상황에서 여름 대회의 결승에서는 사상 최초로 만루 홈런을 맞아 4대 8으로 아깝게 우승을 놓쳤다. 이 비슷한 경우의 시합에서 만약 1994년에 쇼난이 우승했을 경우 2004년에 우승한 도마코마이와 같이 전년의 강우에 의한 노 게임 이후 재경기에서 패배한 조소 학원과의 시합을 포함해 크게 다루어졌을 것이다.
1994년 여름 대회의 사가 상업의 우승에 공헌한 당시의 코치는 기이하게도 10년 후 2004년의 여름 대회에서 우승한 도마코마이의 고우다 요시후미 감독이었다. 감독 자신도 1988년(제70회 대회)·1989년(제71회 대회)에 사가 상업의 선수로서 출장해 1989년의 대회에서는 홈런도 기록했었다. 게다가 1993년의 여름 선수권에서 노 게임 이후 재경기로 운 좋게 가고시마 상공에 이긴 조소 학원은 같은 상황에도 도마코마이가 노 게임 이후 재경기로 분하게 진 2003년의 여름 대회에서 전국 제패를 완수했다.
2008년(제90회 대회) 1회전에서는 오사카 토인 고등학교(오사카) 대 히타 공업 고등학교(오이타)의 시합에서 오사카 토인이 4대 0으로 리드하고 있을 때 2회 말 도중 뇌우에 의한 강우 노 게임이 선언되었다. 오사카 토인의 부원 몇 사람은 「재경기는 리드하고 있던 학교가 지는 케이스가 많기 때문에 싫은 예감이 스쳐간다」라고 말했다. 하지만 다음날의 재경기도 오사카 토인은 전날의 타격 호조를 유지하면서 16대 2라는 스코어로 히타 공업에게 압승하면서 노 게임의 불운을 날려 버렸다. 오사카 토인은 그 후에도 연승하면서 결승전에 진출, 그리고 결승에서 오사카 토인은 도코하 기쿠카와 고등학교(시즈오카)에게 17대 0이라는 압도적인 공격을 퍼부으며 17년 만에 2번째로 여름 대회의 전국 제패를 완수했다.

### 국민 체육 대회에 출전
매년 이 대회의 대표 학교 중에서 선출된 12개 학교가 대회 종료 후 9월 또는 10월에 각 도도부현에 돌아가면서 열리는 국민 체육 대회에 출전한다. 출전 학교는 개최 도도부현의 대표 학교, 8강 이상의 성적을 기록한 학교, 3차전에서 패배한 학교 중 지역성, 경기 내용을 고려하여 결정한다. 2007년부터 1도도부현 당 1개교로 결정되었기 때문에 2008년 가나가와 현에서 열린 대회에 참가한 것은 4강의 요코하마로 8강의 게이오는 출전하지 못했다. 또한 국민 체육 대회의 야구 경기는 공개 종목(연식도 동일)이며 공식 천황배 포인트에는 반영되지 않는다,
이 대회에서는 실질적인 신인 토너먼트가 되는 추계 고교 야구 도도부현 대회, 지역 대회와 마찬가지로 새 시즌 고시엔 출전을 목표로 1, 2학년이 중심이 되는 경우도 있지만 고시엔에 가지 못한 3학년 선수도 사실상 마지막 전국 대회로 출전하는 것이 대부분이며 특히 드래프트에서 주목을 끄는 선수들은 주목받는 존재가 되고 있다.
1992년(제74회 대회)의 세이료 고등학교는 메이토쿠기주쿠 고등학교에 2회전(마쓰이 히데키 5타석 연속 고의 사구가 나온 경기)에서 패전했으나 특례로 국민 체육 대회의 출전이 인정되어 이 대회 결승전 마지막 타석에서 고교 생활 마지막 홈런을 날린 마쓰이의 활약으로 우승을 차지했다.
또한 2006년(제88회 대회)의 국민 체육 대회는 프로 야구 공식전 경기 일정 등의 형편상 고시엔은 사용하지 않고 다카사고시에 있는 다카사고 구장에서 열렸다. 이 해의 결승은 여름 고시엔의 결승전과 같은 와세다 실업과 고마오 도마코마이의 대전이 되어 스탠드가 만원이 되었다. 아사히 방송도 오후부터 녹화 중계 TV 방송을 실시했다.

### 대회 연패
제95회 기념 대회까지의 연패는 현재 7개교이다. 자세한 내용은 고시엔 연패 항목을 참조.